# NGC 1204
NGC 1204 est une galaxie lenticulaire située dans la constellation de l'Éridan. Elle a été découverte par l'astronome américain Francis Leavenworth en 1886.

## Caractéristiques
Sa vitesse par rapport au fond diffus cosmologique est de 4 430 ± 7 km/s, ce qui correspond à une distance de Hubble de 65,3 ± 4,6 Mpc (∼213 millions d'al).
NGC 1204 renferme également des régions d'hydrogène ionisé et c'est une galaxie LINER, c'est-à-dire une galaxie dont le noyau présente un spectre d'émission caractérisé par de larges raies d'atomes faiblement ionisés. NGC 1204 est aussi une galaxie active de type Seyfert 2 et une galaxie à sursauts de formation d'étoiles.
La luminosité de NGC 1204 dans l'infrarouge lointain (de 40 à 400 µm)  est égale à 5,50 × 1010 {\displaystyle L_{\odot }} (1010,74{\displaystyle L_{\odot }}) et sa luminosité totale dans l'infrarouge (de 8 à 1 000 µm) est de 7,59 × 1010 {\displaystyle L_{\odot }} (1010,88{\displaystyle L_{\odot }}).